# 고트홀트 에프라임 레싱

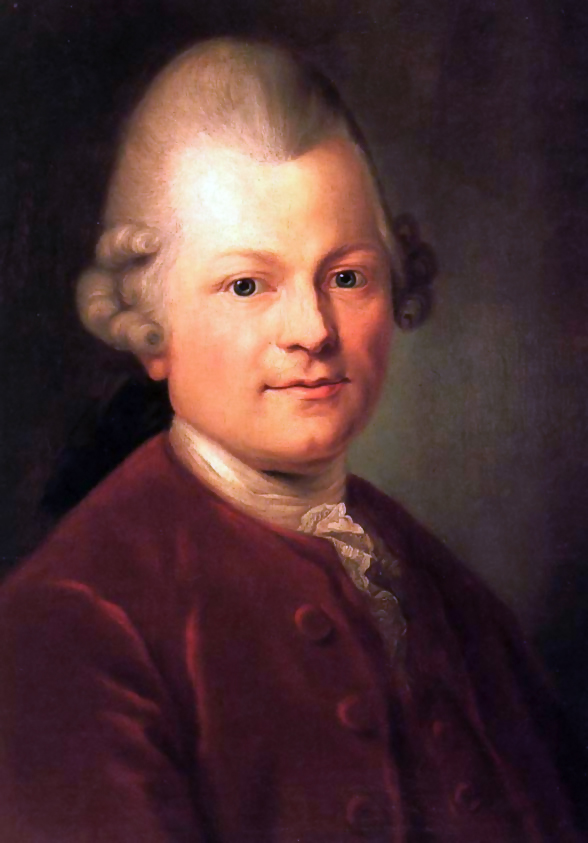
고트홀트 에프라임 레싱의 초상화, 안톤 그라프 1771년 작

고트홀트 에프라임 레싱(Gotthold Ephraim Lessing, 1729년 1월 22일 ~ 1781년 2월 15일)은 독일의 극작가 및 비평가이다. 계몽주의의 대표적 극작가·평론가로서 독일문학·연극의 근대화를 촉진시킨 시조라 하겠다.

## 생애
작센의 카멘츠에서 목사의 아들로 태어났다. 라이프치히 대학에서 의학과 신학을 배웠으나 노이베린 극단에 의해 연극 혁신의 계몽을 받았다. 일찍부터 연극에 관심을 가져 초기의 희극 <젊은 학자>(1747년)는 노이베린 극단에 의해 상연되었다.
그러나 부채로 인해 베를린 대학, 비텐베르크 대학으로 옮겼다. 그 후 베를린에서 저술가로 출발, 계몽적인 연극 잡지를 발행하는 한편 독일 최초의 시민비극 <사라 심프슨 양>을 발표하여 성공을 거두었다. 또한 유태인인 친구와 평론지 <문학서간>을 편집, 곳스셰트 일파에 통렬한 반론을 시도했다. 7년 전쟁을 배경으로 한 1막 비극 <필로타스(Philotas)>(1759)를 쓴 이후 돌연 프로이센의 브레슬라우의 총독 타우엔친 장군의 비서가 되어 1760년 ~ 1765년에 걸쳐 방종한 생활을 보내기도 했다. 그렇게 향락생활을 보내는 한편으로 다방면의 재료를 수집하여 〈미나 폰 바른헬름〉,〈라오콘〉,〈함부르크 연극론〉등의 구상을 준비하였다.
그 후 베를린으로 돌아와 그림과 시의 대상묘사의 특성을 논한 예술론집 <라오콘(Laokoon)>(1766), 군인희극 <민나 폰 바른헬름>(1765년 완성, 1767년 출판 초연)을 발표, 확고한 지위를 확립했다. 〈군인의 행복〉이라는 부제가 붙어있는 〈민나 폰 바른헬름〉은 독일 최초의 걸작 희극으로 7년전쟁 후의 정치권력이나 사회상태에 대한 비판이 담겨 있다.

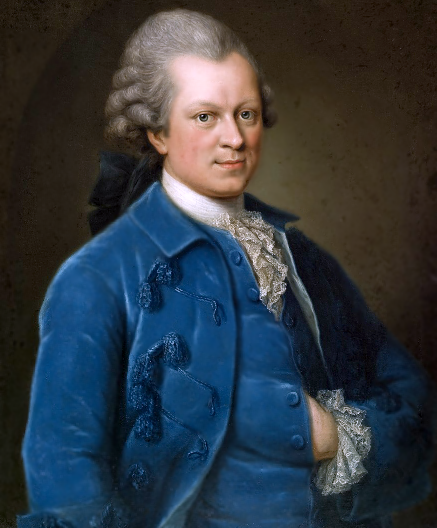
레싱의 초상화, 가츠(Anna Rosina de Gasc) 1767/68 작, 할버슈타트 글라임하우스 박물관 소재

1767년에 함부르크에 국민극장이 창설되자 고문으로 초빙되어 그 2년 동안의 극평 활동에서 <함부르크 연극론>을 집필되었다. 이것은 그 극장에서 상연된 희곡에 관한 논평과 독일연극의 존재양식을 논한 것으로서 독일연극의 지표가 된 중요한 작업이었다. 그러나 얼마 후 이 국민극장의 경영이 실패하자 어느 고관(高官)의 사서직(司書職)을 보면서 고전 연구에 몰두, 또한 미망인 에바케니히와 47세에 최초의 결혼생활을 가졌으나 1년 만에 사별(死別)했다.
그는 1770년 볼펜뷔텔 시로 가서 시의 도서관장이 되었으며 이곳에서 그의 연극이론을 그대로 실천에 옮긴 비극 <에밀리아 갈로티>를 쓰게 됐다. 만년에는 함부르크의 주임사제(主任司祭)와 신학논쟁을 벌여, 루터 정통파의 배격을 받았으며, 그 반증으로서 사랑과 관용을 테마로 한 비극 <현자 나탄(Nathan der Weise)>(1779)을 집필하였다. 그의 최후 저작은 〈인류의 교육〉(1780년)인데 만년에는 건강을 해쳐 사서관사(司書官舍)에서 52세 나이로 사망했다.
레싱은 진정한 의미에서 독일 계몽주의의 가장 위대한 완성자인 동시에 독일 시민문학의 기초를 개척했으며 프랑스 고전주의 문학의 영향을 배척하고 독일정신에 근거한 문학을 명석한 이론과 창작의 실천이라는 두 가지 면에서 확립한 당대 제일의 지도자라고 하여야 할 것이다.

## 레싱의 연극
독일의 국민연극의 이론적 기초를 이룩한 레싱은 디드로의 연극론(演劇論)에서 직접 영향을 받고 여기에 셰익스피어적 연극관을 더함으로써 프랑스 고전주의의 영향에서 완전히 탈피하여 시민극을 참으로 생기있는 장르로 만들었다. 그의 <함브르크 연극론>(1755)에서는 디드로가 반고전주의적 의식에서 등장인물의 경우만을 강조했음에 반해 여기에다 성격의 중요성을 가미시켰다. 즉 어떤 성격이 어떤 상황에서 낳은 비극적 결말을 보고 관객이 같은 상황을 자신의 처지로 상정하여 불안과 동정을 느낄 때 비극의 효과가 생겨난다는 것이다.
그의 작품에서 시민극으로 자신 있게 내놓은 것은 <사라 삼프슨 양>뿐이지만 그 밖에 특히 걸작으로 꼽을 수 있는 것은 다음과 같다.
- <미나 폰 바른헬름>은 희극으로서 '신분이 다른 결혼'을 주제로 한다. 등장인물은 모두 7년전쟁으로 어떤 피해를 입으면서도 고결하고 성실하게 살려는 사람들이며, 안이한 희극의 메커니즘에 의존하지 않고 인물의 리얼리티에 뿌리를 박은 웃음은 그야말로 시민극의 성과라고 할 수 있겠다.

- 비극 <에밀리아 갈로티>(1772)에 관해서는 로마 역사의 한 삽화를 근세 이탈리아로 옮겨 놓았으며 이를 구태여 국내에서 취재하지 않았던 점으로 당시의 어려운 국내사정을 짐작케 한다. 견고한 미덕을 갖춘 아가씨가 영주의 사련(邪戀)을 물리치기 위해 부친 손에 죽어야 한다는 이야기로 '폭군에 대립하는 시민의 자유와 명예'라는 시민극적 주제를 '상황과 성격'에 겹치면서 훌륭하게 처리하고 있다. 독일연극은 이 작품으로 프랑스 고전극의 모방에서 탈피한 고유의 근대 시민극을 확립시켰으며, 괴테와 실러에 의해서 그 최성기로 계승되어 나아갔던 것이다.

## 같이 보기
- 우화
- 범신론 논쟁

## 참고 자료
- 이 문서에는 다음커뮤니케이션(현 카카오)에서 GFDL 또는 CC-SA 라이선스로 배포한 글로벌 세계대백과사전의 내용을 기초로 작성된 글이 포함되어 있습니다.